# Tourism
Tourism ist das vierte Studioalbum des schwedischen Popduos Roxette aus dem Jahr 1992. Es handelt sich um eine Art Kompilation, auf der neben Livestücken und älterem Material auch neue Lieder enthalten sind. Das Album trägt den Untertitel Songs from Studios, Stages, Hotelrooms & Other Strange Places, avancierte zum Nummer-eins-Album und Millionenseller.

## Inhalt
Das Album enthält mit The Look, It Must Have Been Love, Things Will Never be the Same und Joyride vier Liveaufnahmen. Während It Must Have Been Love vor dem Greatest-Hits-Album Don’t Bore Us, Get to the Chorus! nicht auf einem Roxette-Album veröffentlicht wurde, erschienen die anderen drei auf den Alben Look Sharp! (1988) und Joyride (1991).
Weitere drei Lieder wurden ebenfalls schon früher veröffentlicht: So Far Away war auf dem Debütalbum Pearls of Passion (1986) enthalten, Come Back (Before You Leave) war ursprünglich die B-Seite der „Joyride“-Single, während Silver Blue ursprünglich als Demoversion auf der B-Seite der Single von The Look erschien. Here Comes the Weekend, das elfte Lied des Albums, enthält Improvisation. Das Lied wurde in einem Hotelzimmer aufgenommen, wobei ein Samsonite-Koffer anstatt eines Schlagzeuges verwendet wurde.

## Titelliste
1. How Do You Do! (Studio: Halmstad & Stockholm, Sweden) – 3:10
2. Fingertips (Studio: Rio de Janeiro, Brazil) – 3:34
3. The Look (Live: Sydney, Australia) – 5:33
4. The Heart Shaped Sea (Studio: Los Angeles, USA) – 4:32
5. The Rain (Studio: Stockholm, Sweden) – 4:49
6. Keep Me Waiting (Studio: Stockholm, Sweden) – 3:15
7. It Must Have Been Love (Live: Santiago, Chile/Studio: Los Angeles, USA) – 7:05
8. Cinnamon Street (Studio: Stockholm, Sweden, Copenhagen, Denmark) – 5:01
9. Never is a Long Time (Nightclub: São Paulo, Brazil) 3:46
10. Silver Blue (Studio: Stockholm, Sweden) – 4:07
11. Here Comes the Weekend (Hotelroom: Buenos Aires, Argentina) – 4:11
12. So Far Away (Hotelroom: Buenos Aires, Argentina) – 4:03
13. Come Back (Before You Leave) (Studio, Stockholm, Sweden) – 4:28
14. Things Will Never Be the Same (Live: Zürich, Switzerland) – 3:12
15. Joyride (Live: Sydney, Australia) – 4:48
16. Queen of Rain (Studio: Stockholm, Sweden) – 4:51

## Singleauskopplungen
| Jahr | Titel          | Höchstplatzierung, Gesamtwochen, AuszeichnungChartplatzierungen (Jahr, Titel, , Platzierungen, Wochen, Auszeichnungen, Anmerkungen) | Höchstplatzierung, Gesamtwochen, AuszeichnungChartplatzierungen (Jahr, Titel, , Platzierungen, Wochen, Auszeichnungen, Anmerkungen) | Höchstplatzierung, Gesamtwochen, AuszeichnungChartplatzierungen (Jahr, Titel, , Platzierungen, Wochen, Auszeichnungen, Anmerkungen) | Höchstplatzierung, Gesamtwochen, AuszeichnungChartplatzierungen (Jahr, Titel, , Platzierungen, Wochen, Auszeichnungen, Anmerkungen) | Höchstplatzierung, Gesamtwochen, AuszeichnungChartplatzierungen (Jahr, Titel, , Platzierungen, Wochen, Auszeichnungen, Anmerkungen) | Höchstplatzierung, Gesamtwochen, AuszeichnungChartplatzierungen (Jahr, Titel, , Platzierungen, Wochen, Auszeichnungen, Anmerkungen) | Anmerkungen                                           |
| Jahr | Titel          | DE | AT | CH | UK | US | SE | Anmerkungen                                           |
| ---- | -------------- | --- | --- | --- | --- | --- | --- | ----------------------------------------------------- |
| 1992 | How Do You Do! | DE2 (27 Wo.)DE | AT2 (17 Wo.)AT | CH2 (28 Wo.)CH | UK13 (7 Wo.)UK | US58 (8 Wo.)US | SE2 Platin · (7 Wo.)SE | Erstveröffentlichung: 3. Juli 1992 Verkäufe: + 85.000 |
| 1992 | Queen of Rain  | DE19 (17 Wo.)DE | — | CH27 (7 Wo.)CH | UK28 (7 Wo.)UK | — | SE12 (12 Wo.)SE | Erstveröffentlichung: 28. Oktober 1992                |
| 1993 | Fingertips ’93 | DE45 (11 Wo.)DE | — | — | — | — | SE39 (2 Wo.)SE | Erstveröffentlichung: 26. Januar 1993                 |

## Rezensionen
Bryan Buss von Allmusic schrieb, es seien nur sehr wenige Füllstücke auf dem Album enthalten, es biete einen guten Einstieg in Roxettes Schaffen. Die Wertung lag bei drei von fünf Sternen.

## Kommerzieller Erfolg

### Chartplatzierungen
Tourism avancierte zum Nummer-eins-Album in Deutschland, Norwegen, Schweden und der Schweiz sowie zum Top-10-Album in den Niederlanden, Österreich und dem Vereinigten Königreich (je Rang 2) sowie Australien (Rang 3). In den US-amerikanischen Billboard 200 belegte es dagegen lediglich Rang 117.
| ChartsChartplatzierungen       | Höchstplatzierung | Wochen |
| ------------------------------ | ----------------- | ------ |
| Deutschland (GfK)              | 1 (36 Wo.)        | 36     |
| Österreich (Ö3)                | 2 (16 Wo.)        | 16     |
| Schweden (GLF)                 | 1 (10 Wo.)        | 10     |
| Schweiz (IFPI)                 | 1 (24 Wo.)        | 24     |
| Vereinigte Staaten (Billboard) | 117 (8 Wo.)       | 8      |
| Vereinigtes Königreich (OCC)   | 2 (17 Wo.)        | 17     |

| ChartsJahrescharts (1992)    | Platzierung |
| ---------------------------- | ----------- |
| Deutschland (GfK)            | 22          |
| Österreich (Ö3)              | 30          |
| Schweiz (IFPI)               | 29          |
| Vereinigtes Königreich (OCC) | 72          |

| ChartsJahrescharts (1993) | Platzierung |
| ------------------------- | ----------- |
| Deutschland (GfK)         | 63          |

### Auszeichnungen für Musikverkäufe
Das Album erhielt weltweit vier Goldene und sieben Platin-Schallplatten für über 1,6 Millionen verkaufte Einheiten. Quellen zufolge soll es sich über sechs Millionen Mal verkauft haben.
| Land/Region                  | Auszeichnungen für Musikverkäufe (Land/Region, Auszeichnung, Verkäufe) | Verkäufe  |
| ---------------------------- | ---------------------------------------------------------------------- | --------- |
| Australien (ARIA)            | Platin                                                                 | 70.000    |
| Deutschland (BVMI)           | 3× Gold                                                                | 750.000   |
| Finnland (IFPI)              | Gold                                                                   | 43.423    |
| Kanada (MC)                  | Platin                                                                 | 100.000   |
| Niederlande (NVPI)           | Gold                                                                   | 50.000    |
| Österreich (IFPI)            | Platin                                                                 | 50.000    |
| Schweden (IFPI)              | Platin                                                                 | 100.000   |
| Schweiz (IFPI)               | Platin                                                                 | 50.000    |
| Spanien (Promusicae)         | Platin                                                                 | 100.000   |
| Vereinigte Staaten (RIAA)    | —                                                                      | 278.000   |
| Vereinigtes Königreich (BPI) | Gold                                                                   | 100.000   |
| Insgesamt                    | 4× Gold · 7× Platin ·                                                  | 1.692.423 |

Hauptartikel: Roxette/Auszeichnungen für Musikverkäufe